# برزنا (پریبوی)
برزنا (به صربی: Brezna) یک روستا در صربستان است که در پریبوی واقع شده‌است. برزنا ۶۰ نفر جمعیت دارد.